# جوشوا د. زيمرمان
جوشوا د. زيمرمان (بالإنجليزية: Joshua D. Zimmerman)‏ هو أستاذ جامعي أمريكي، ولد في 1966.